# Constructive engagement
Constructive engagement è un'espressione, traducibile come impegno costruttivo, con cui viene designata la politica estera statunitense verso il Sudafrica durante l'amministrazione Reagan. Tale politica venne promossa come alternativa alle sanzioni economiche e al ritiro degli investimenti chiesti a livello internazionale anche dall'Assemblea generale delle Nazioni Unite per osteggiare il regime dell'Apartheid.

## La politica
L'impegno costruttivo, che presupponeva l'apertura del dialogo tra le varie comunità sudafricane, affiancava alle condanne verbali delle violenze segregazioniste il rifiuto di ogni forma di boicottaggio. Tale atteggiamento, che di fatto avvantaggiò l'élite bianca al potere, veniva giustificato sostenendo che gli investimenti statunitensi avrebbero incoraggiato il Sudafrica a rimuovere gradualmente le politiche razziste.

## Le reazioni
La dottrina dell'amministrazione Reagan venne fatta propria anche dal governo di Margaret Thatcher nel Regno Unito. In un'intervista con la CBS il Primo Ministro britannico dichiarò infatti che una politica di sanzioni avrebbe indebolito lo stesso popolo sudafricano che si voleva sostenere mentre occorreva esercitare un'influenza in altri modi e che il governo sudafricano in carica si stava muovendo nella direzione auspicata più velocemente di ogni altro.
Con il passare del tempo il fallimento della politica dell'impegno costruttivo rispetto alla difesa dei diritti umani diventò palese e negli Stati Uniti le critiche degli afroamericani e degli attivisti anti-apartheid si fecero sempre più aspre.  
In particolare a metà degli anni ottanta, con la rivolta nelle township sudafricane e l'inasprimento della repressione segregazionista, le proteste si fecero più pressanti e nel 1984 l'arcivescovo Desmond Tutu in un discorso pubblico a Washington definì il constructive engagement un abominio e il supporto dell'amministrazione Reagan a questa politica come immorale, malvagio e anticristiano.

## La fine
Nel 1986 il Congresso decise di imporre forti sanzioni economiche al Sudafrica allineandosi all'orientamento largamente prevalente nella Comunità Internazionale. Ciò comportò un disallineamento fra il Congresso a guida repubblicana e il presidente Reagan, repubblicano a sua volta, che impose il proprio veto contro il Comprehensive Anti-Apartheid Act. 
Nell'ottobre 1986 il Congresso confermò la legge a maggioranza qualificata in entrambe le Camere (78 voti a 21 al Senato e 313 a 83 alla Camera) scavalcando così il veto presidenziale. Il Comprehensive Anti-Apartheid Act divenne così legge e pose fine alla politica del constructive engagement.